# Blatnica (Chorwacja)
Blatnica – wieś w Chorwacji, w żupanii bielowarsko-bilogorskiej, w gminie Štefanje. W 2011 roku liczyła 130 mieszkańców.